# Otto Ernst Schweizer

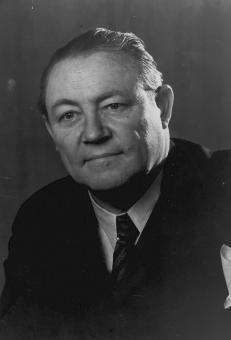
Otto Ernst Schweizer (um 1960)

Otto Ernst Schweizer (* 27. April 1890 in Schramberg; † 14. November 1965 in Baden-Baden) war ein deutscher Architekt, Baubeamter und Hochschullehrer.

## Ausbildung zum Städtebaufachmann
Schweizer besuchte die Grundschule in Schramberg und die Realschule in Rottweil, wo er mit der „Reife für Prima“ 1906 abging und
seine Ausbildung zum Geometer begann. Diese absolvierte er von 1906 bis 1912 in den Katasterämtern von
Schramberg und Neuenbürg sowie an der Königlich Württembergischen Baugewerkschule Stuttgart. Er bestand 1912 das Staatsexamen als Feldmesser.
Im Wintersemester 1914/15 begann er als „außerordentlicher Student“ das Architekturstudium an der Technischen Hochschule Stuttgart, während er sich gleichzeitig auf die Reifeprüfung an der Oberrealschule Ludwigsburg vorbereitete, die er im Juni 1915 als „außerordentlicher Teilnehmer“ erfolgreich ablegte.
Nach zwei Semestern wechselte er von Stuttgart an die Technische Hochschule München, dort studierte er hauptsächlich bei Theodor Fischer. Im Sommer 1917 bestand er die Diplom-Hauptprüfung „mit Auszeichnung“. 1917 begann er seine Tätigkeit im Baubüro der Bayrischen Geschützwerke Friedrich Krupp KG in München-Freimann, wo er Planungsarbeiten unter der Leitung seines ehemaligen Lehrers Theodor Fischer verrichtete. Von 1919 bis 1920 war er stellvertretender Stadtbaumeister in seiner Heimatstadt Schramberg. Nachdem er das folgende Jahr in Stuttgart als Städtebaufachmann im Stadterweiterungsamt tätig gewesen war, absolvierte er die 2. Staatsprüfung im Hochbaufach und wurde Regierungsbaumeister (Assessor). Im gleichen Jahr heiratete er Gertrud Schlauder (1898–1981) und wurde ein Jahr später Vater eines Sohnes (Hanspeter). Von 1921 bis 1925 war er Stadtbaurat in Schwäbisch Gmünd. Von 1925 bis 1929 war er Oberstadtbaurat und Leiter der Neubauabteilung und Abteilung für Bauberatung und Denkmalpflege in Nürnberg.

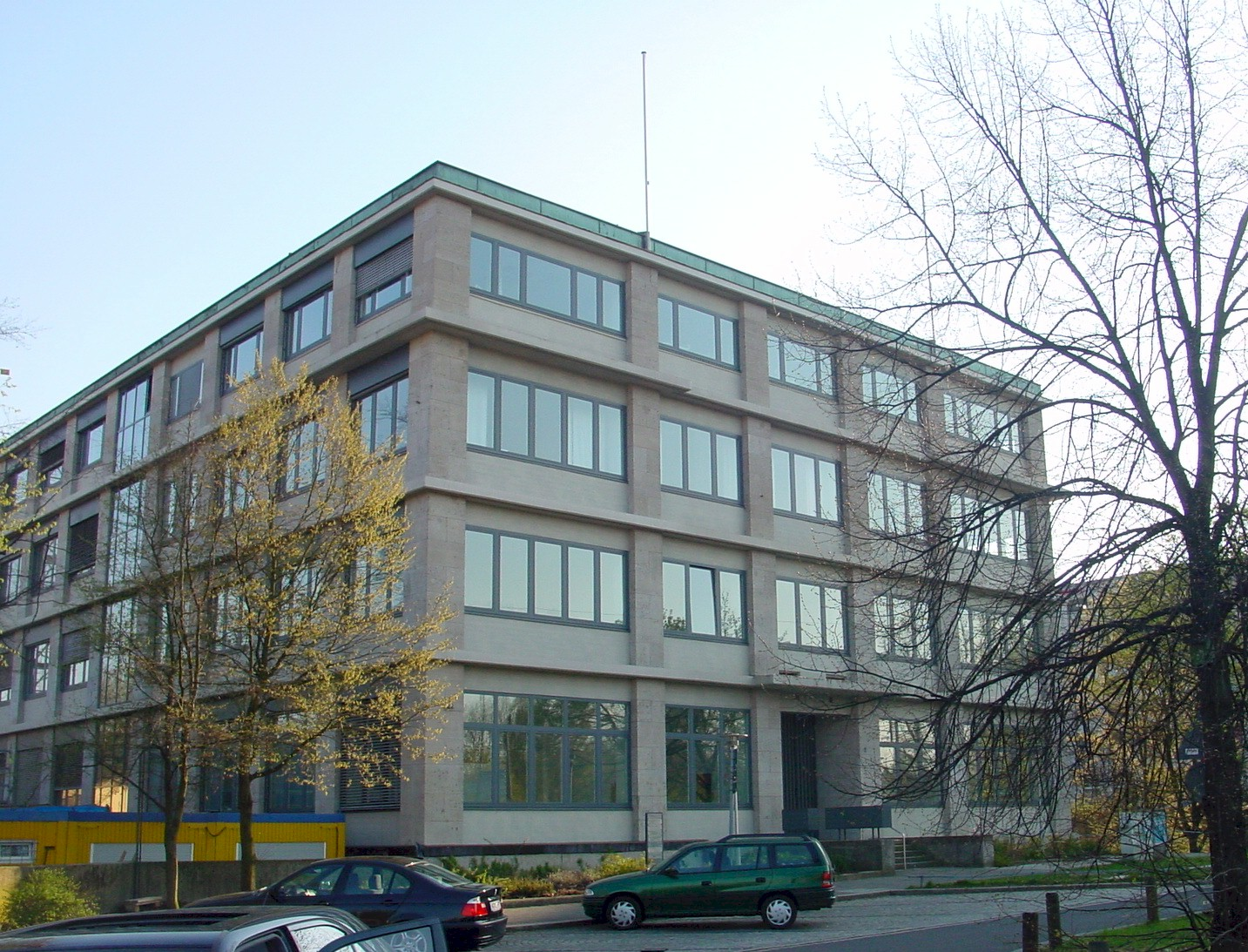
Verwaltungsgebäude Milchhof in Nürnberg 1930

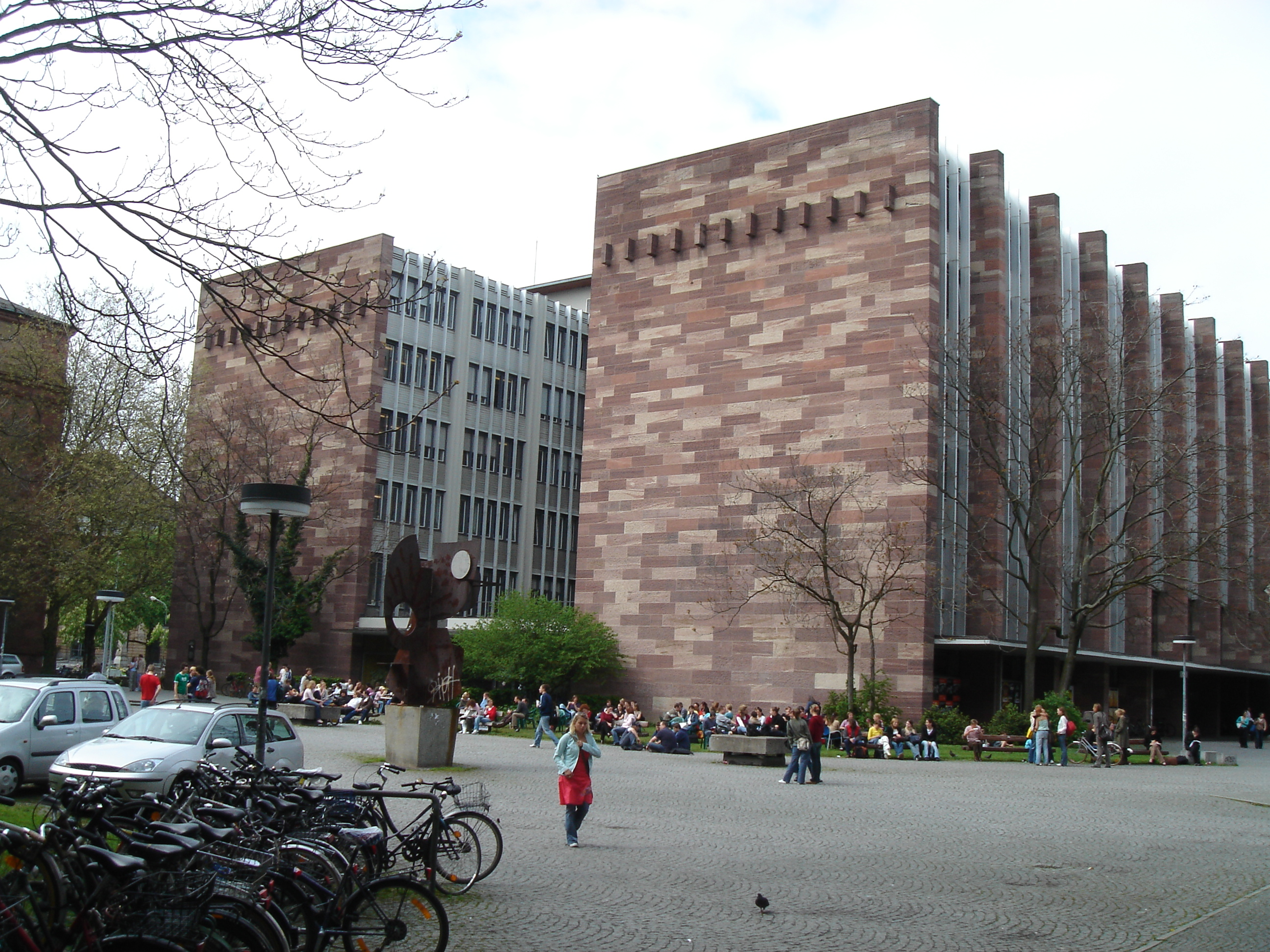
Kollegiengebäude II der Universität Freiburg, 1955–1961

## Freier Architekt und Hochschullehrer
1928 erhielt Schweizer die Goldene Medaille der Architekturabteilung für die Anlagen des Nürnberger Frankenstadions im Kunstwettbewerb der IX. Olympischen Spiele in Amsterdam. 1929 arbeitete er nach dem Ausscheiden aus dem Beamtenverhältnis ein Jahr lang als freier Architekt in Nürnberg. Sein Erfolg beim Bau der Nürnberger Stadionanlagen führte zur Teilnahme am Wettbewerb um den Bau des Praterstadions in Wien, den er gewann. Von 1929 bis 1931 wurde Schweizers umfangreichstes Großbauprojekt verwirklicht.
Im Jahr 1930 wurde er auf den Lehrstuhl für städtischen Hochbau, Wohnungs- und Siedlungswesen an der Technischen Hochschule Karlsruhe berufen, den er bis zu seiner Emeritierung 1960 innehatte. Von 1935 bis 1937 war Adolf Bayer bei ihm Assistent, ab 1961 folgte er ihm in der Städtebaulehre an der TH Karlsruhe. 1937 wurde er zum Mitglied des Reichsprüfungsamtes ernannt. Im Jahr darauf lehnte er den Ruf ab, in der Türkei zu bauen und zu unterrichten. Der Vorschlag, Schweizer 1941 auf einen Lehrstuhl an der Technischen Hochschule Berlin-Charlottenburg zu berufen, wurde vom Reichsministerium für Wissenschaft, Erziehung und Volksbildung abgelehnt.
Nach dem Zweiten Weltkrieg wurde er Mitglied des Beirats für die Belange des Wiederaufbaus und fungierte als Verbindungsmann zwischen den Regierungen Nordbadens und Nordwürttembergs. 1948 wurde er Mitglied des von der französischen Militärregierung eingesetzten Conseil Supérieur d'Architecture et d'Urbanisme (CSAU). Im Jahr 1949 berief ihn der vorbereitende Ausschuss in den Planungsrat zur Einrichtung eines provisorischen Regierungszentrums in Bonn. In den Jahren 1950 bis 1954 war Schweizer als städtebaulicher Berater für die Stadt Mannheim tätig und beteiligte sich mit einem Entwurf am Wettbewerb zum Neubau des Mannheimer Nationaltheaters.

## Ehrungen
Schweizers Werk wurde in den 1950er Jahren mehrfach ausgezeichnet. Die Technische Hochschule Stuttgart verlieh ihm 1950 die Ehrendoktorwürde. 1951 erhielt er eine Einladung zur Teilnahme am Congrès International d’Architecture Moderne (CIAM) in Hoddesdon, Großbritannien. Nachdem er 1955 ordentliches Mitglied der Akademie der Künste in Berlin geworden war, verlieh ihm seine Heimatstadt Schramberg am 27. April 1960 die Ehrenbürgerwürde. Im gleichen Jahr erhielt er auch das Große Verdienstkreuz des Verdienstordens der Bundesrepublik Deutschland, in jenem Jahr wurde er emeritiert. In den folgenden Jahren wurden ihm die Würde eines Ehrensenators der Albert-Ludwigs-Universität in Freiburg im Breisgau und die eines Ehrendoktors der Technischen Hochschule Wien verliehen.
Im Alter von 75 Jahren starb Otto Ernst Schweizer am 14. November 1965 in Baden-Baden. Er wurde in seinem Geburtsort Schramberg beigesetzt.

## Bauten und Entwürfe (Auswahl)
- 1925–1926: Arbeitsamt in Nürnberg, Karl-Grillenberger-Straße 3[2]
- 1926–1927: Planetarium in Nürnberg, beim Laufer Tor (1934 abgerissen)
- 1927–1928: „Städtisches Stadion“ in Nürnberg (später „Frankenstadion“), Vorgängerbau des heutigen „Max-Morlock-Stadion“[3]
- 1928–1931: „Praterstadion“ in Wien, heute: „Ernst-Happel-Stadion“
- 1929–1930: städtischer Milchhof in Nürnberg, Kressengartenstraße. 2008 bis auf das renovierte Verwaltungsgebäude vollständig abgerissen.
- 1929: Johannisheim, Nürnberg, Schnieglinger Straße 185/187[4][5]
- 1936: Entwurf Idealzentrum – Kultur-, Kunst- und Sportzentrum einer Großstadt
- 1955–1961: Kollegiengebäude II der Universität Freiburg
- 1960: Kino „NN-Filmtheater“ in Niederstetten[6]

## Nachlass
Ein umfangreicher Nachlass Schweizers befindet sich im Südwestdeutschen Archiv für Architektur und Ingenieurbau (SAAI).
Der Bestand Schweizer gehört in Umfang, grafischer Qualität und historischer Bedeutung zu den herausragenden Beständen des SAAI. Mit Unterlagen zu 187 Projekten und ausgeführten Bauten im gesamten deutschsprachigen Raum.
Im Bestand Schweizer finden sich Dokumente seiner Arbeit als Geometer aus der Zeit vor dem Ersten Weltkrieg, Unterlagen seiner Münchner Studienzeit bei Theodor Fischer sowie zahlreiche Zeugnisse seiner Tätigkeit als freischaffender Architekt und als Baubeamter kommunaler Verwaltungen sowie schließlich umfangreiche Archivalien zu seiner Lehrtätigkeit als Professor für Städtischen Hochbau, Wohnungs- und Siedlungswesen an der Technischen Hochschule in Karlsruhe. Die Witwe des Architekten, Gertrud Schweizer, übereignete 1976 dem Archiv diese Materialien, die mit der Übernahme in eine erste Ordnung gebracht wurden. Ende der 1980er Jahre sichtete Immo Boyken die Bestände zur Vorbereitung seiner Werkmonografie und ordnete sie weiter. 2006 konnte der gesamte Nachlass sortiert, in seinem Bestand erfasst und in die Datenbank des SAAI eingegeben werden. Die mehr als 11.000 aufgenommenen Pläne und rund 10.500 weiteren Archivalien sind damit der Forschung für neue Fragestellungen zugänglich gemacht. Die Inventarisierung zeigte, dass neben den üblichen projektbezogenen Beständen, wie Plänen, Skizzen und Lichtpausen, zahlreiche Zeitungsausschnitte, mit Randbemerkungen versehene Kulturzeitschriften und Skizzenbücher, Briefe, Fotos und Modelle sowie Manuskripte seiner Publikationen, ja selbst Vorlesungsunterlagen und Korrespondenz mit bedeutenden Persönlichkeiten unseres Jahrhunderts, etwa Wassily Kandinsky, erhalten sind. Diese Materialien belegen auf eindrucksvolle Weise den universellen künstlerisch-architektonischen Anspruch Otto Ernst Schweizers und weisen ihn in seinem humanistischen Selbstverständnis als „homo universalis“ des 20. Jahrhunderts aus.
Ergänzt werden die Bestände durch Schweizers Bibliothek, die Belletristik und Fachliteratur von Homer bis Ernst Neufert, von Balzac bis Le Corbusier umfasst und das Bild dieses nicht alltäglichen Architekten nachhaltig prägt. Schweizers allgegenwärtiger Drang, seine Vorstellungen in Architekturformen auszudrücken, zeigt sich am deutlichsten in zahlreichen Skizzen auf Servietten, Prospekten, ja selbst auf Menukarten, auf Gegenständen des alltäglichen Lebens, die ihm auch in geselliger Runde zur Niederschrift seiner planerischen Ideen dienten. Ein ähnliches Bild spiegeln die zahllosen Zeitungsausschnitte, Briefe und schnell hingeworfenen Skizzen wider, die Schweizer, nach Stichworten sortiert, aufbewahrte. Die Inhalte dieser thematisch, nach einer individuellen Systematik geordneten Materialien reichen von der Bauentwurfslehre über typologische Fragestellungen, Bau- und Kunstgeschichte bis hin zu theoretisch-philosophischen Themenkomplexen wie „Organik“, „Ätherik“ oder „Irrationales“ und dienten Schweizer als Inspirationsquelle innerhalb seines intellektuellen, von abstrakten Idealen geleiteten Entwurfsprozesses. Architekturbezogene Überlegungen treten neben philosophische und soziologische Aspekte, wenn er etwa bei Sportbauten den historischen Bogen vom antiken griechischen Stadion über das römische Amphitheater bis hin zur modernen Wettkampfarena seiner Tage schlägt, daneben statistische Erhebungen zu Verkehrsfluss oder Sichtverhältnissen durchführt und dies alles in eine zeitgemäße Architektur zu verschmelzen sucht, die, wie bei den Großsportanlagen für Wien und Nürnberg, nicht nur unter funktionalen, sondern auch unter ästhetischen Gesichtspunkten neue, Epoche machende Wege geht. All diese Bemühungen lassen sich in dem vorhandenen Archivgut nachvollziehen.
Schweizers Bauten vermitteln somit nur einen kleinen Ausschnitt dessen, was er als Grundlage seines Schaffens verstand und was er als Professor an der Technischen Hochschule Karlsruhe zu vermitteln suchte. In ihnen bündeln sich Ideen und Vorstellungen, ohne dem Betrachter ihre Herkunft offenzulegen. Die im SAAI verwahrten Materialien gewähren in ihrer nun abgeschlossenen Ordnung jedoch einen faszinierenden Einblick in das Movens des Architekten, sie gewähren Einblicke in sein Atelier, in die Werkstatt des Architekten, in der sich Orientierungen und Umbrüche lange vor ihrer Manifestation im Gebauten ankündigen und nachvollziehen lassen.

## Schriften
- Das Problem der Stadterweiterung von Gmünd. In: Walter Klein: Gmünder Kunst der Gegenwart. Stuttgart: greiner & Pfeiffer 1924 (Gmünder Kunst; 4), S. 49–59.
- Über die Grundlagen des architektonischen Schaffens: Mit Arbeiten von Studierenden der Technischen Hochschule Karlsruhe aus den Jahren 1930/34. J. Hoffmann, Stuttgart 1935.
- Sportbauten und Bäder. Walter de Gruyter, Berlin 1938, Reprint 2011, ISBN 978-3-11-136783-5.
- Zur städtebaulichen Neuordnung von Karlsruhe. Aus einem 1943 von der Stadtverwaltung Karlsruhe angeforderten Vorschlag. Zum Gebrauch der Studierenden der Technischen Hochschule zu Karlsruhe bei städtebaulichen Studienaufgaben. Karlsruhe 1948
- Vom Wiederaufbau zerstörter Städte. Kairos-Verlag, Baden-Baden 1949 (Der Augenblick, Eine Aktuelle Schriftenreihe, Heft 2).
- Abgrenzung des Wohnungsbedarfs bis 1980 und Vorschläge zur Verdichtung des Flachbaues für die soziale Wohnung. Ein Beitrag zur Ordnung des Stadtorganismus. Unter Mitarbeit von Hans Dommer (Veröffentlichungen der Forschungsgemeinschaft Bauen und Wohnen, 44). Stuttgart 1956.
- Die architektonische Grossform: Gebautes und Gedachtes. Braun, Karlsruhe 1957.
- Forschung und Lehre. Krämer, Stuttgart 1962